# Gągławki
Gągławki (niem. Ganglau) – wieś w Polsce położona w województwie warmińsko-mazurskim, w powiecie olsztyńskim, w gminie Stawiguda. W latach 1975–1998 miejscowość administracyjnie należała do województwa olsztyńskiego. Wieś znajduje się w historycznym regionie Warmia.
W miejscowości jest przystanek kolejowy Gągławki.

## Historia
Wieś Gągławki założona w 1348 jako majątek rycerski należący do kapituły warmińskiej, na 10 włókach na pruskim polu osadniczym (lauksie) Grandelawke w ziemi Bertingen. Nadanie na prawie pruskim otrzymali bracia, Prusowie: Glanden, Tulekoyten, Sansagen, Mecruten i Golti. Od pierwszego z nich wieś zaczęto nazywać Gandelauken. Informacje o właścicielach zachowały się od XVI w., w 1538 właścicielem był Jan von der Tappelbude (odpowiedzialny za gospodarkę rybną w komornictwie olsztyńskim). Prawo pruskie zostało zmienione na prawo magdeburskie. 
Około roku 1619 majątek przejął Edward Gądłowski z Ornety. Po jego śmierci własność przeszła w ręce kapituły. Następnym właścicielem był Bogusław Domaradzki, a od 1714 Franciszek Domlem (olsztyński rajca). W 1738 r. wieś była już na prawie chełmińskim. Kolejnym właścicielem majątku został Baltazar Gerith (burmistrz Olsztyna), a po jego śmierci wdowa – Anna Barbara – wydała się za Józefa Kalnassy – zapewne z rodziny księdza kanonika Joachima Kalnassy, który był sekretarzem biskupa Ignacego Krasickiego. W podziemiach kościoła w Bartągu został pochowany dziadek kanonika – Andrzej Michał Kalnassy. Przez koligacje Gągławki przeszły w ręce rodziny Grzymałów, a w XIX w. były własnością Pannwitzów i następnie Weitigów.